# Gwiazdozbiór. The Best of Andrzej Rybiński
Gwiazdozbiór. The Best of Andrzej Rybiński – album kompilacyjny Andrzeja Rybińskiego zawierający jego największe przeboje, wydany w 2004 roku przez Albatros Records jako część serii Gwiazdozbiór. The Best of ….

## Lista utworów
1. „Pocieszanka /Pogoda dla bogaczy” (muz. A. Rybiński, sł. M. Dagnan) – (3:28)
2. „Bez słów na wiatr” (muz. A. Rybiński, sł. M. Wojtaszewska) – (3:15)
3. „Mogłaś Małgoś” (muz. A. Rybiński, sł. M. Wojtaszewska) – (3:03)
4. „Tak mnie zostawić” (muz. A. Rybiński, sł. M. Wojtaszewska) – (3:12)
5. „Za każda cenę” (muz. W. Trzciński, sł. M. Dutkiewicz) – (3:55)
6. „Królowa lata” (muz. A. Rybiński, sł. M. Wojtaszewska) – (3:30)
7. „Jestem nietutejszy” (muz. A. Rybiński, sł. M. Dagnan) – (3:30)
8. „Od jutra już” (muz. A. Rybiński, sł. M. Maliszewska) – (3:49)
9. „Życie na miarę” (muz. A. Rybiński, sł. M. Dagnan) – (2:58)
10. „Czemu jesteś wierna mi” (muz. E. Spyrka, sł. B. Olewicz) – (3:35)
11. „Życie z klocków Lego” (muz. A. Rybiński, sł. A. Kuryło) – (3:02)
12. „Pytania do księżyca” (muz. A. Rybiński, sł. M. Dagnan) – (3:36)
13. „Nie liczę godzin i lat” (muz. A. Rybiński, sł. M. Dagnan) – (3:20)
14. „Znajdę cię” (muz. A. Rybiński, sł. M. Wojtaszewska) – (3:05)
15. „Ocali mnie uśmiech twój” (muz. i sł. A. Rybiński) – (4:05)
16. „Wolny Paweł” (muz. A. Rybiński, sł. P. Wohl) – (3:57)
17. „Muzyka nocą” (muz. A. Rybiński, sł. M. Gaszyński) – (2:18)

Bonus
1. „Czas relaksu” (muz. A. Rybiński, sł. B. Olewicz) – (3:25)